# Michael H. Walsh
Michael H. Walsh (Gales, 18 de enero de 1848-Woods Hole, Massachusetts, 10 de abril de 1922) fue un horticultor rosalista e hibridador de rosas estadounidense.

## Biografía
Michael Walsh nació en Gales el 18 de enero de 1848 y llegó a los Estados Unidos en 1875. Walsh ya había adquirido una educación en horticultura y era un jardinero con experiencia antes de su llegada. A finales del siglo, después de trabajar con varios empresarios de este país, se convirtió en el jardinero de la finca de Joseph S. Fay en Woods Hole. Allí gestionó un negocio muy exitoso de cultivo de rosas en los invernaderos situados en la propiedad de la familia Fay con el apoyo del Sr. Fay y en sociedad con su hija, Sara B. Fay. 
La finca Fay dedica tres hectáreas al cultivo de miles de rosas, sirviendo además como banco de pruebas para los rosales rampantes y otros grupos de rosas, así como un depósito para las rosas utilizadas en la hibridación por el Sr. Walsh. Esta propiedad se encuentra a la cabecera del pequeño puerto. La casa sigue ahí, aunque los jardines han desaparecido. Hoy en día la casa se llama "Challenger House" y es parte del Instituto Oceanográfico de Woods Hole. 
En 1901, el tren que hacia el recorrido de New York, New Haven & Hartford accidentalmente quema el vivero de rosas de Walsh que se encuentra al otro lado de la calle de los edificios del ferrocarril. Entre las rosas mencionadas en el litigio, algunas de las cuales no se habían introducido aún eran: 'J.S. Fay' (HP); 'Lillian Nordica' (HT); 'Débutante', 'La Fiama', 'Miss Simplicity', 'Fairy Queen' (rampante); 'Flush o' Dawn', 'Aurania', 'Princess', 'Lady Gay' (HT); y 350 plantas de semillero sin nombre.
Un monumento de piedra y un pequeño jardín de sus rosales rampantes se erigieron en 1943 en la tierra donada por la finca Fay entre la casa Challenger y el Museo Histórico Woods Hole. Cinco de las rosas del Sr. Walsh se exhiben a lo largo de una valla de separación de ferrocarril. Este jardín es ahora parte de la "Woods Hole Historical Society". Michael Walsh murió en Woods Hole el 10 de abril de 1922 a la edad de 74 años.

## Actividades
El señor Michael Walsh comenzó a trabajar en Gales en la jardinería a los doce años de edad, y en 1868 se trasladó a Boston, Mass. Se especializó en los rosales escaladores de la clase Híbrido Wichurana, después de haber introducido más de cincuenta reconocidas rosas.
El señor Michael Walsh consiguió cuarenta nuevos obtentores de rosas trepadoras entre 1901 y 1920; muchos son todavía populares, incluyendo 'Lady Gay' y 'Excelsa' ...
El señor Walsh, aunque famoso por la creación de las rosas rampantes "Cape Cod", también hibridó otros tipos de rosas en particular una serie de híbrido de té que en ese momento, apenas comienzan a ser populares. Walsh fue galardonado con la Medalla de Oro por el Híbrido perpetuo 'Jubilee', introducido en 1897. Rosas de Walsh son las variedades más selectas y más resistentes en varias clases: también los rampantes de fama mundial de Walsh, rampantes bebé o Polyanthas, Rugosas, etc.
Durante su carrera como rosalista consiguió numerosos Primeros Premios, Certificados de Mérito y cuatro medallas de plata. Fue un activo miembro de la American Rose Society y muchas menciones a su persona se pueden encontrar en su revista "The American Rose Annual".

## Algunos de los logros deMichael H. Walsh

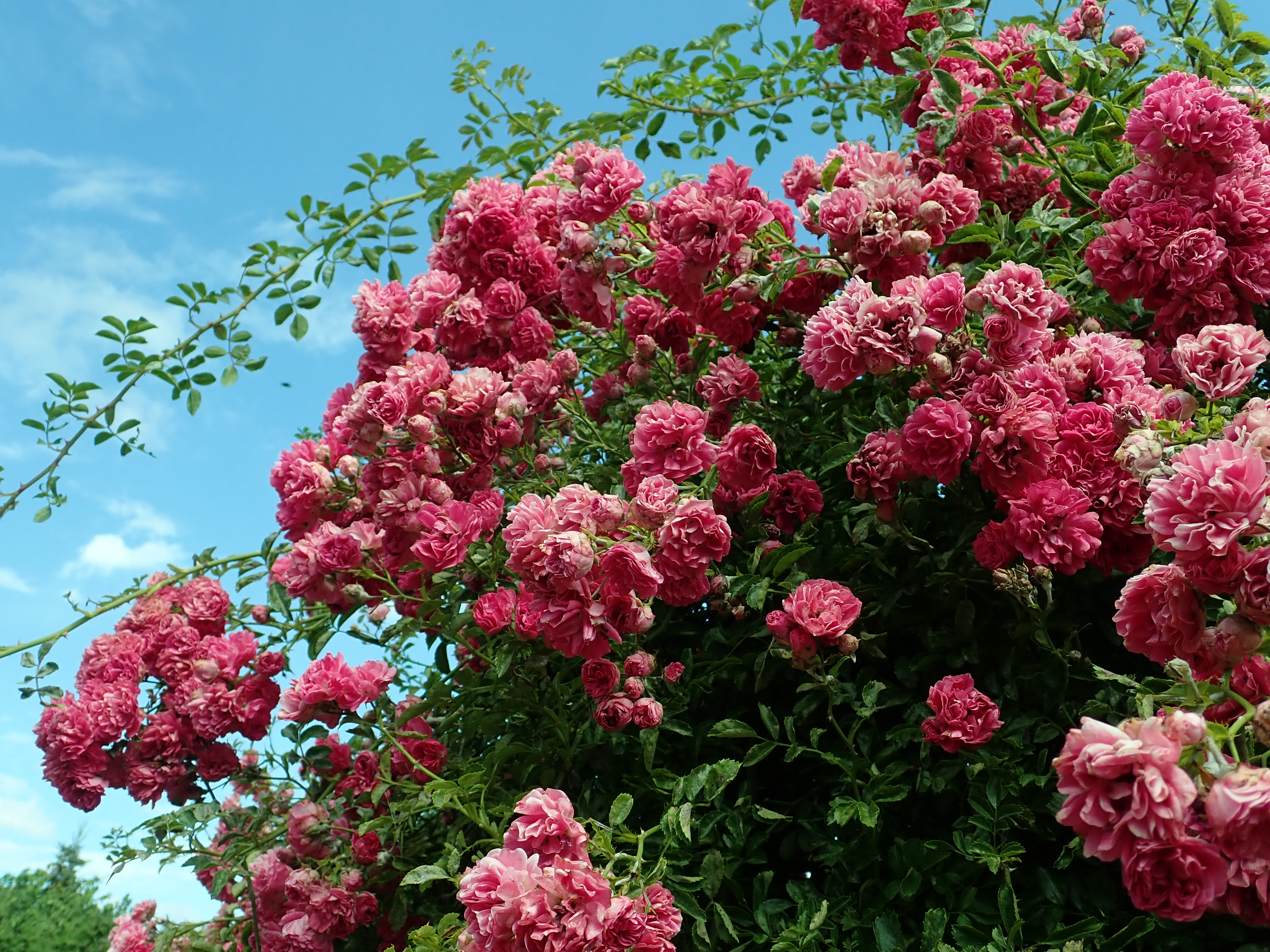
'Excelsa', (Walsh 1908), Híbrido Wichurana.